# الدوري الألماني الشرقي 1982–83
الدوري الألماني الشرقي 1982–83 هو الموسم 36 من الدوري الألماني الشرقي. أقيم خلال الفترة 21 أغسطس 1982 وحتى 28 مايو 1983، وأشرف على تنظيمه الاتحاد الأوروبي لكرة القدم، وكان عدد الأندية المشاركة فيه 14، وفاز فيه دينامو برلين.